# 格里爾 (愛達荷州)
格里爾（英語：Greer）是位於美國愛達荷州清水縣的一個非建制地區。

## 地理
格里爾的座標為46°23′24″N 116°10′31″W / 46.39000°N 116.17528°W，而該地的平均海拔高度為336米（即1102英尺）。